# گل خرچنگی آویزان
 گل خرچنگی آویزان (نام علمی: 'Heliconia rostrata') یک گونه از گیاهان گلدار است. این گیاه در شمال غربی آمریکای جنوبی می‌روید.
گل خرچنگی آویزان گل ملی کشور بولیوی است.

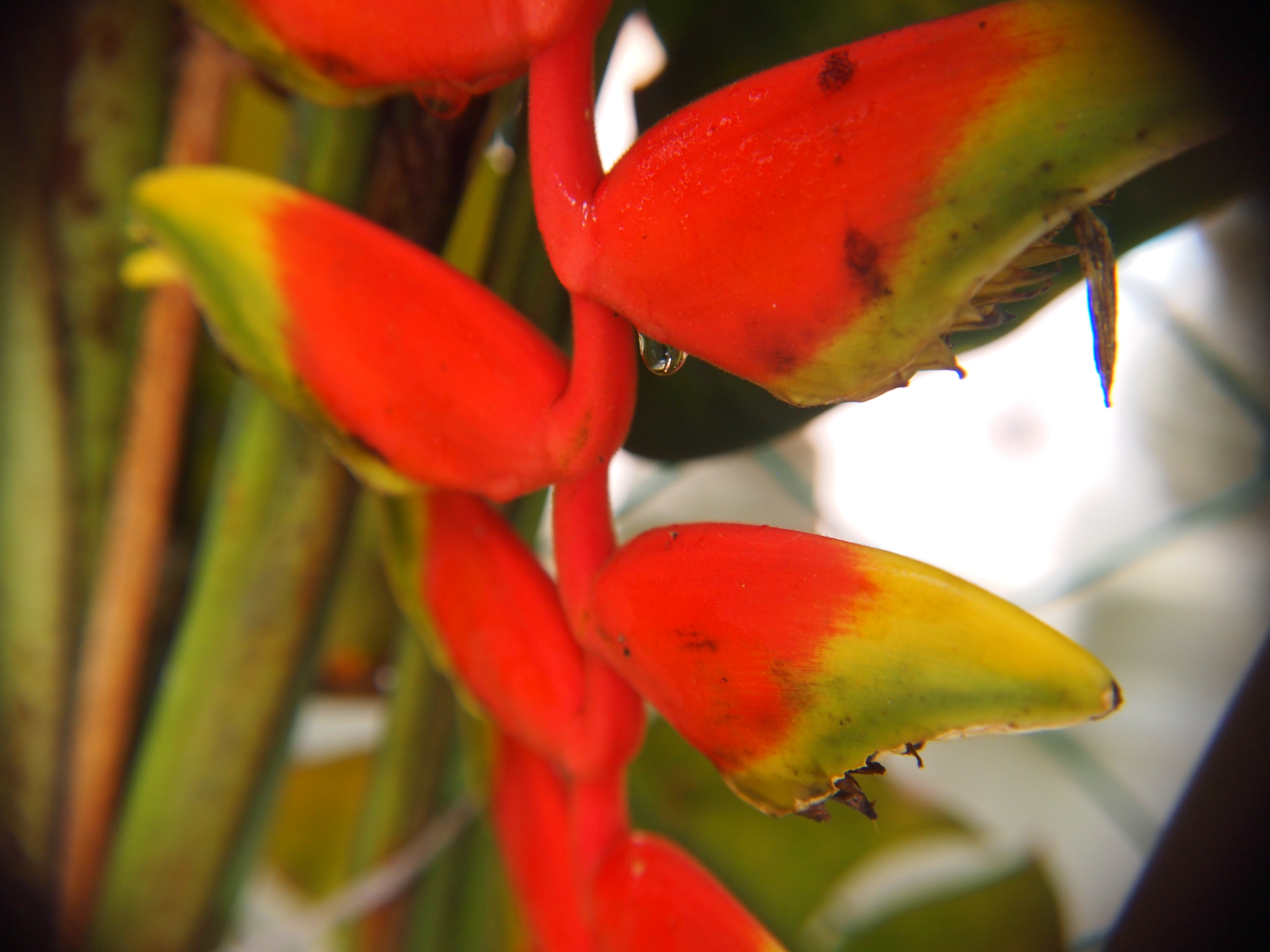
نمای نزدیک گل در کشور مالزی